# Laura Bartlett
Laura Bartlett, född den 22 juni 1988 i Glasgow, Storbritannien, är en brittisk landhockeyspelare.
Hon tog OS-brons i damernas landhockeyturnering i samband med de olympiska landhockeytävlingarna 2012 i London.